# Vicente Pires
| Região Administrativa de Vicente Pires     |                                            |
| Vista parcial de Vicente Pires             |                                            |
| \| \| \| Bandeira \|                       |                                            |
| Hino                                       |                                            |
| Região Administrativa XXX                  |                                            |
| Fundação: 26 de maio de 1989 (35 anos)     |                                            |
| Lei de criação: 4327 de 26 de maio de 2009 |                                            |
| Mapa de Vicente Pires                      |                                            |
| Limites:                                   | Guará, Águas Claras, Park Way e Taguatinga |
| Distância de Brasília:                     | 13 km                                      |
| Administrador(a):                          | Pastor Gilvando Galdino Fernandes          |
| Área                                       |                                            |
| - Total                                    | km²                                        |
| População                                  |                                            |
| - Total                                    | 96.871 habitantes '                        |
| Site governamental                         | www.vicentepires.df.gov.br                 |
| Bandeira de Vicente Pires                  |                                            |
| Bandeira                                   |                                            |

Vicente Pires é uma região administrativa do Distrito Federal brasileiro. A região faz delimitação com Taguatinga ao oeste, Águas Claras ao sul, Guará ao sudeste, Plano Piloto ao norte, e Brazlândia ao nordeste.

## História
As futuras terras de Vicente Pires, antes foram habitadas por índios, e nos anos 70 por fazendeiros. Uma história que ganhou nova densidade a partir de 1989, quando o então Governador José Aparecido, resolveu centralizar para as Colônias Agrícolas Vicente Pires, Samambaia e São José, o processo de expansão da área de produção rural da Colônia Agrícola de Águas Claras. A partir de convênio intermediado pelo GDF e realizado por meio da Fundação Zoobotânica, foi feito um contrato de uso do solo para produção agrícola com cerca de 360 chacareiros, cujo prazo tinha um tempo de uso estipulado em 30 anos.
Essas famílias transferiram-se para essa região, trazendo consigo o sonho da esperança por novos dias, onde os valores se extraiam da certeza da boa convivência com a natureza que seria determinante para o desenvolvimento e crescimento das novas áreas criadas. Aqui se produzia de tudo: hortifrutigranjeiro, hortaliças, leite de cabra e bovino, flores, e vários de tipos de fruta, como a manga, banana, laranja, mexerica, limão e uva, além de milho e feijão. Mas não é só isso, a região também se destacou pela grande produção de vinho e criação de pombos-correio que, aliás, são conhecidos em vários países da Europa, África e América do Sul. A riqueza dessa região se dava não só pela fertilidade do solo, mas, também pela abundância de água, escorridas pelos córregos Vicente Pires e Samambaia e se tivéssemos que ser representados por um pássaro, o tucano seria esse representante, pois é um dos maiores habitantes de nossa fauna e flora.
Em 1989, uma considerável parcela dos chacareiros da região firmou contratos de uso do solo para produção agrícola por meio de um convênio com a antiga Fundação Zoobotânica. O intuito do então governador do Distrito Federal na época era de expandir a área de produção rural da Colônia Agrícola de Águas Claras para a Colônia Agrícola Vicente Pires. No entanto, o crescimento da população de classe média do Distrito Federal gerou um aumento na demanda por moradias, o que resultou no parcelamento e comercialização ilegais das chácaras de Vicente Pires. O enfraquecimento da produção agrícola no local somado ao crescimento acelerado de áreas residenciais converteu a região administrativa - concebida para fins de produção agrícola - em uma área urbana.
A Colônia Agrícola Vicente Pires integrava um polo produtor de hortifrutigranjeiros com base em pequenos produtores e fazia parte da região administrativa de Taguatinga. Vicente Pires foi fundada em 26 de maio de 1989, recebendo a condição de região administrativa, conforme a Lei 4327, de 26 de maio de 2009. Este fato ocorre 20 anos após as primeiras chácaras da antiga colônia agrícola.

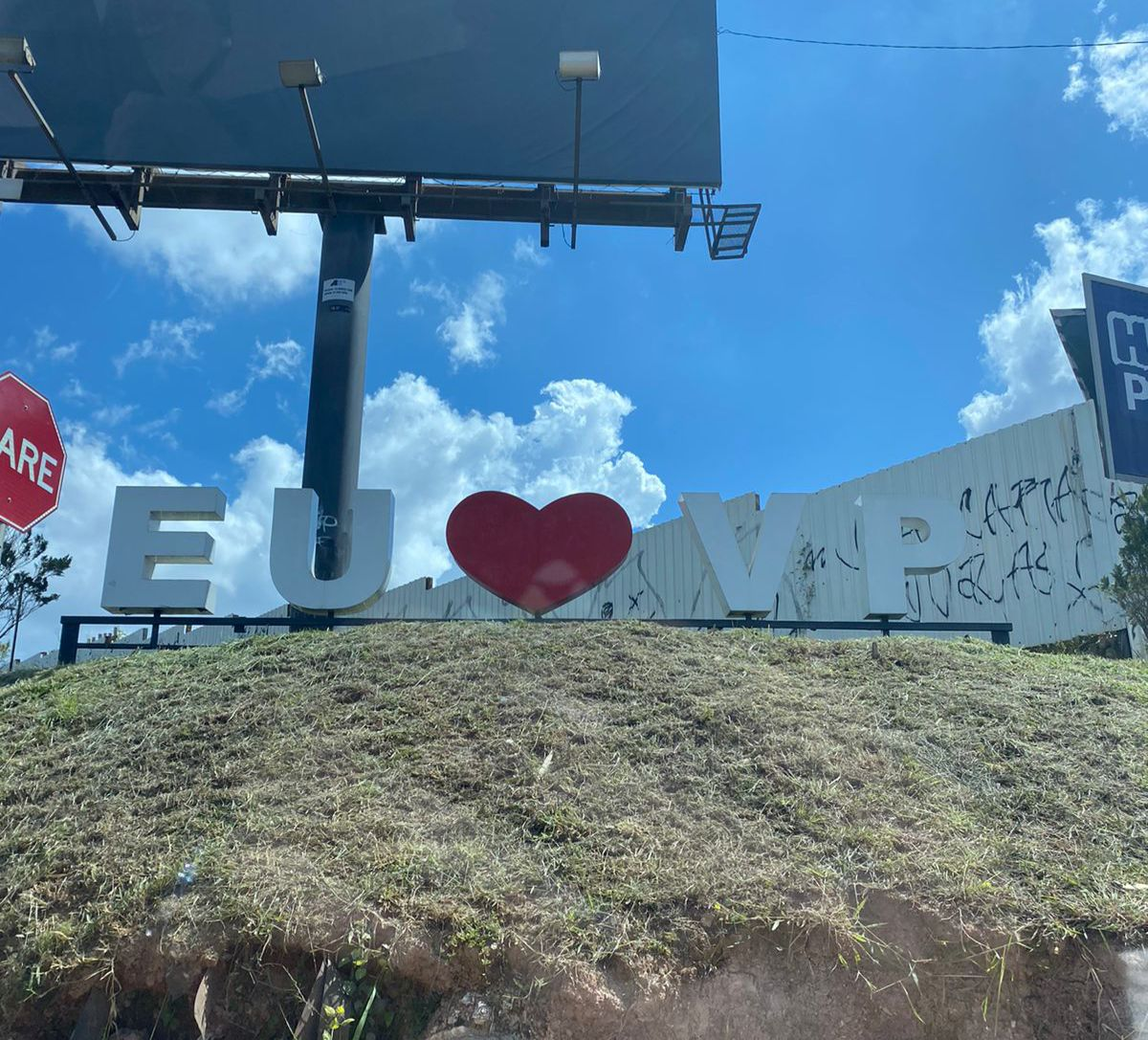
Letreiro "Eu amo Vicente Pires".

Vicente Pires passa então a compreender, o Setor Habitacional Vicente Pires, Setor Habitacional Samambaia, Setor Habitacional São José, Setor Habitacional Cana-do-Reino e 26 de setembro..
Algumas ruas foram restauradas, mas a população ainda sofre com a falta de conservação e os buracos de algumas das ruas 03, 04, 05, 08, 10, 12. A região ainda carece de pontos de acesso na área que é servida pela via expressa EPCL, também conhecida por Via Estrutural, por onde os moradores apenas podem sair por ali, visto que o retorno pelo mesmo caminho é dificultado e oneroso e isso seria facilmente resolvido com a construção de uma ponte sobre o  córrego que margeia a região, contribuindo com a qualidade de vida dos moradores.
Vicente Pires, ainda conta com três Associações Comunitária/Organização dos Moradores, a Associação Comunitária de Vicente Pires (ARVIPS), Associação dos Moradores de Vicente Pires (AMOVIPE) e a Associação dos Síndicos, Subsíndicos, Condomínios, Prefeituras Comunitárias e Associações de Moradores de Vicente Pires e Região (ASSICON).
Em maio de 2010, a Administração Regional de Vicente Pires realizou um concurso entre as escolas públicas e particulares da região administrativa  com os alunos do 1º ao 9º ano do ensino fundamental para a escolha dos seus símbolos cívicos (bandeira, hino e brasão). O nome dos vencedores e seus respectivos símbolos podem ser encontrados no Diário Oficial do Distrito Federal (seção 01-171 03/09/2010).
A sua população atual é de 96.871 pessoas de acordo com pesquisa do Censo..
A região administrativa predominantemente rural, sofre com a forte especulação imobiliária, aliada ao déficit de moradia para classe média no Distrito Federal, o que culmina com a elevada concentração de condomínios residenciais horizontais.

## Etimologia
O nome da região administrativa é atribuído à Colônia Agrícola Vicente Pires e deriva do nome do córrego existente na região.

## Expansão Econômica
As regiões das Colônias Agrícolas Vicente Pires fazem parte da Zona Urbana de Qualificação e Expansão, trata-se de áreas inicialmente destinadas para uso rural  e que sofreram ocupação urbana por meio da implantação de assentamentos informais.
O Documento Técnico mais recente do Plano de Ordenamento Territorial - PDOT é de 2009 e apresenta propostas de intervenção para o planejamento urbano do Distrito Federal. Entre as estratégias que contemplam o Setor Habitacional Vicente Pires, estão incluídas melhorias no sistema viário, na infraestrutura sanitária e na regularização de lotes.

## Geografia
A região administrativa faz fronteira com as regiões administrativas de Taguatinga, Águas Claras, Guará, SCIA, SIA, Brazlândia e com o Plano Piloto.

### Relevo e Hidrografia
O relevo da região integra chapadas com topos relativamente planos e possui suaves ondulações, responsáveis por gerar declividades moderadas. Os tipos de solo predominantes são: Latossolo Vermelho, Latossolo Amarelo, Plintossolos, Gleissosolos e Cambissolos
Os córregos Samambaia e Vicente Pires estão inseridos na sub-bacia do Riacho Fundo, da Bacia do Lago Paranoá, integrando a Região Hidrográfica do Paraná. (MESQUITA, Felipe Nunes; SILVESTRE, Karina Serra; STEINKE, Valdir Adilson. Urbanização e degradação ambiental: análise da ocupação irregular em áreas de proteção permanente na região administrativa de Vicente Pires, DF, utilizando imagens aéreas do ano de 2016. Revista Brasileira de Geografia Física, v. 10, n. 3, p. 722-734, 2017.)

### Clima
A região apresenta características climáticas típicas de clima tropical alternadamente seco e úmido, com temperaturas médias mensais superiores a 18°C. A alternância na distribuição de chuvas impacta diretamente no comportamento da vegetação local, o que gera aumento na probabilidade de incêndios florestais em períodos de menor índice pluviométrico, nos quais as árvores se encontram secas.
| Dados climatológicos para Brasília (Sudoeste)                                                    | Dados climatológicos para Brasília (Sudoeste) | Dados climatológicos para Brasília (Sudoeste) | Dados climatológicos para Brasília (Sudoeste) | Dados climatológicos para Brasília (Sudoeste) | Dados climatológicos para Brasília (Sudoeste) | Dados climatológicos para Brasília (Sudoeste) | Dados climatológicos para Brasília (Sudoeste) | Dados climatológicos para Brasília (Sudoeste) | Dados climatológicos para Brasília (Sudoeste) | Dados climatológicos para Brasília (Sudoeste) | Dados climatológicos para Brasília (Sudoeste) | Dados climatológicos para Brasília (Sudoeste) | Dados climatológicos para Brasília (Sudoeste) |
| Mês                                                                                              | Jan                                           | Fev                                           | Mar                                           | Abr                                           | Mai                                           | Jun                                           | Jul                                           | Ago                                           | Set                                           | Out                                           | Nov                                           | Dez                                           | Ano                                           |
| ------------------------------------------------------------------------------------------------ | --------------------------------------------- | --------------------------------------------- | --------------------------------------------- | --------------------------------------------- | --------------------------------------------- | --------------------------------------------- | --------------------------------------------- | --------------------------------------------- | --------------------------------------------- | --------------------------------------------- | --------------------------------------------- | --------------------------------------------- | --------------------------------------------- |
| Temperatura máxima recorde (°C)                                                                  | 32,6                                          | 32                                            | 32,1                                          | 31,6                                          | 31,6                                          | 31,6                                          | 30,8                                          | 33                                            | 35,8                                          | 36,4                                          | 34,9                                          | 33,7                                          | 36,4                                          |
| Temperatura máxima média (°C)                                                                    | 26,9                                          | 27,2                                          | 27                                            | 26,8                                          | 26                                            | 25,3                                          | 25,6                                          | 27,4                                          | 29,1                                          | 29                                            | 27                                            | 26,8                                          | 27                                            |
| Temperatura média compensada (°C)                                                                | 21,9                                          | 21,9                                          | 21,8                                          | 21,6                                          | 20,3                                          | 19,3                                          | 19,3                                          | 21                                            | 22,8                                          | 23,1                                          | 21,7                                          | 21,7                                          | 21,4                                          |
| Temperatura mínima média (°C)                                                                    | 18,3                                          | 18,2                                          | 18,2                                          | 17,7                                          | 15,6                                          | 14,2                                          | 13,9                                          | 15,3                                          | 17,6                                          | 18,5                                          | 18,1                                          | 18,3                                          | 17                                            |
| Temperatura mínima recorde (°C)                                                                  | 12,2                                          | 11                                            | 14,5                                          | 10,7                                          | 3,2                                           | 3,3                                           | 1,6                                           | 5                                             | 9                                             | 10,2                                          | 11,4                                          | 13,5                                          | 1,6                                           |
| Precipitação (mm)                                                                                | 206                                           | 179,5                                         | 226                                           | 145,2                                         | 26,9                                          | 3,3                                           | 1,5                                           | 16,3                                          | 38,1                                          | 141,8                                         | 253,1                                         | 241,1                                         | 1 478,8                                       |
| Dias com precipitação (≥ 1 mm)                                                                   | 16                                            | 14                                            | 15                                            | 9                                             | 3                                             | 1                                             | 0                                             | 2                                             | 4                                             | 10                                            | 17                                            | 18                                            | 109                                           |
| Umidade relativa compensada (%)                                                                  | 74,7                                          | 74,2                                          | 76,1                                          | 72,2                                          | 65,4                                          | 58,8                                          | 51                                            | 43,5                                          | 46,4                                          | 58,8                                          | 74,5                                          | 76                                            | 64,3                                          |
| Insolação (h)                                                                                    | 159,6                                         | 158,9                                         | 168,7                                         | 200,8                                         | 237,9                                         | 247,6                                         | 268,3                                         | 273,5                                         | 225,7                                         | 191,3                                         | 138,3                                         | 145                                           | 2 415,6                                       |
| Fonte: INMET (normal climatológica de 1991-2020; recordes de temperatura a partir de 21/08/1961) |                                               |                                               |                                               |                                               |                                               |                                               |                                               |                                               |                                               |                                               |                                               |                                               |                                               |

### Ecologia e Meio Ambiente
A região administrativa está inserida no Bioma Cerrado é uma região sensível do ponto de vista ambiental, uma vez que é cortada por dois córregos, além da proximidade com o parque urbano TaguaPark.
A região está inserida na Área de Proteção APA do Planalto Central, sendo, portanto, licenciada pelo IBAMA e possui alto grau de sensibilidade em virtude de seus aspectos ambientais em Área de Proteção Permanente – APP como áreas de nascentes, marginais de cursos d’água, áreas de veredas e à alta declividade.

## Demografia
De acordo com os dados obtidos pela PDAD 2021, a população da Região Administrativa totaliza 11.040 habitantes, sendo 50,5% do sexo de nascimento masculino e 49,5% de nascimento do sexo feminino. Com o que se diz em relação à identidade de gênero e à orientação sexual – inovação na PDAD – 3,5% da população total se considera LGBTQIA+, ou seja, pessoas transgêneros e/ou lésbicas, gays, bissexuais ou outros.
Em relação à raça/cor da pele, os dados de 2021 apontam que a população é composta por 64,2 pardos, 25,2% brancos e 9% pretos. Não houve amostra suficiente para amarelos e indígenas.
Quanto à região de nascimento, 54,3% informaram ter nascido no Distrito Federal. Para os que não nasceram no Distrito Federal, o estado mais reportado foi o Maranhão, somando 18,3% dos entrevistados.

## Política e Administração
Cada região administrativa possui um administrador responsável pela coordenação de serviços públicos locais. O atual administrador de Vicente Pires é Gilvano Galdino Fernandes.

## Economia
A Região Administrativa Vicente Pires faz parte do Polo Multifuncional Taguatinga, cujo objetivo é promover uma nova centralidade nessa região, 
aproveitando o potencial urbano favorecido pela localização e pelo acesso facilitado por importantes vias adjacentes. Além disso, há uma diversidade de projetos urbanos sendo desenvolvidos para a área como a Área de Desenvolvimento Econômico Estrutural e o Taguaparque. Shoppings, feiras, hipermercados e equipamentos com função de abastecimento, cultura e lazer, somados a postos e centros de saúde, são listados no Documento Técnico do PDOT 2009 como prioridade para receber investimentos nesse polo.

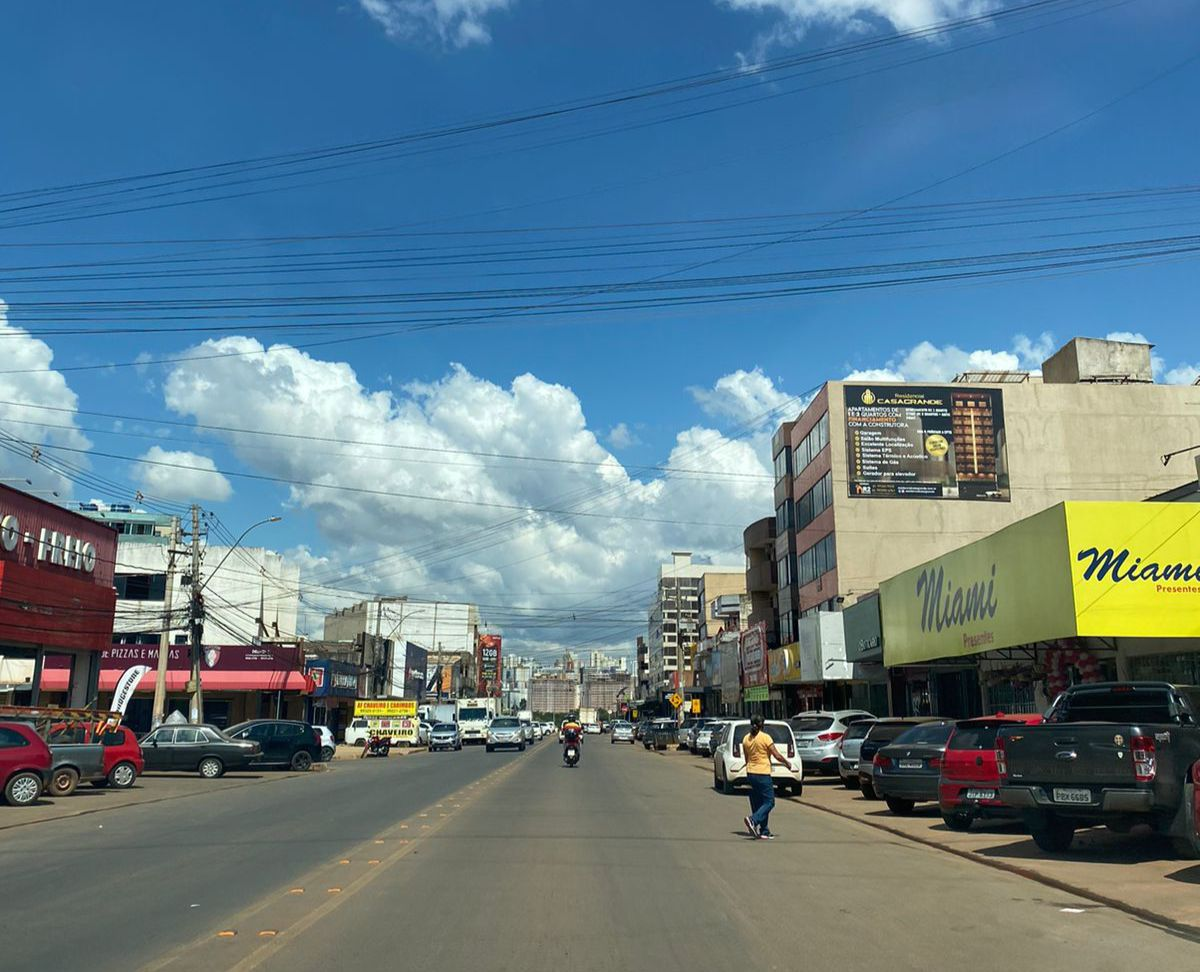
Rua comercial.

A PDAD 2021 aponta que, da população em idade ativa, 61,8% estavam economicamente ativas e que 34,6% nem estuda, nem trabalha. Para os ocupados, 31,1% exerce seu trabalho principal na própria. Em relação ao deslocamento para o trabalho, 60% informaram utilizar automóvel, 6% utiliza motocicleta, 31,6% transporte coletivo e os que caminham ou utilizam bicicleta até a localidade laboral somam pouco mais de 10%.
Quanto à localidade predominante de compras dos moradores, a incluir artigos de alimentação, higiene e limpeza e materiais de construção ou manutenção e de serviços em geral, é a própria região administrativa, com exceção em relação à compra de eletrodomésticos, predominante em Taguatinga.

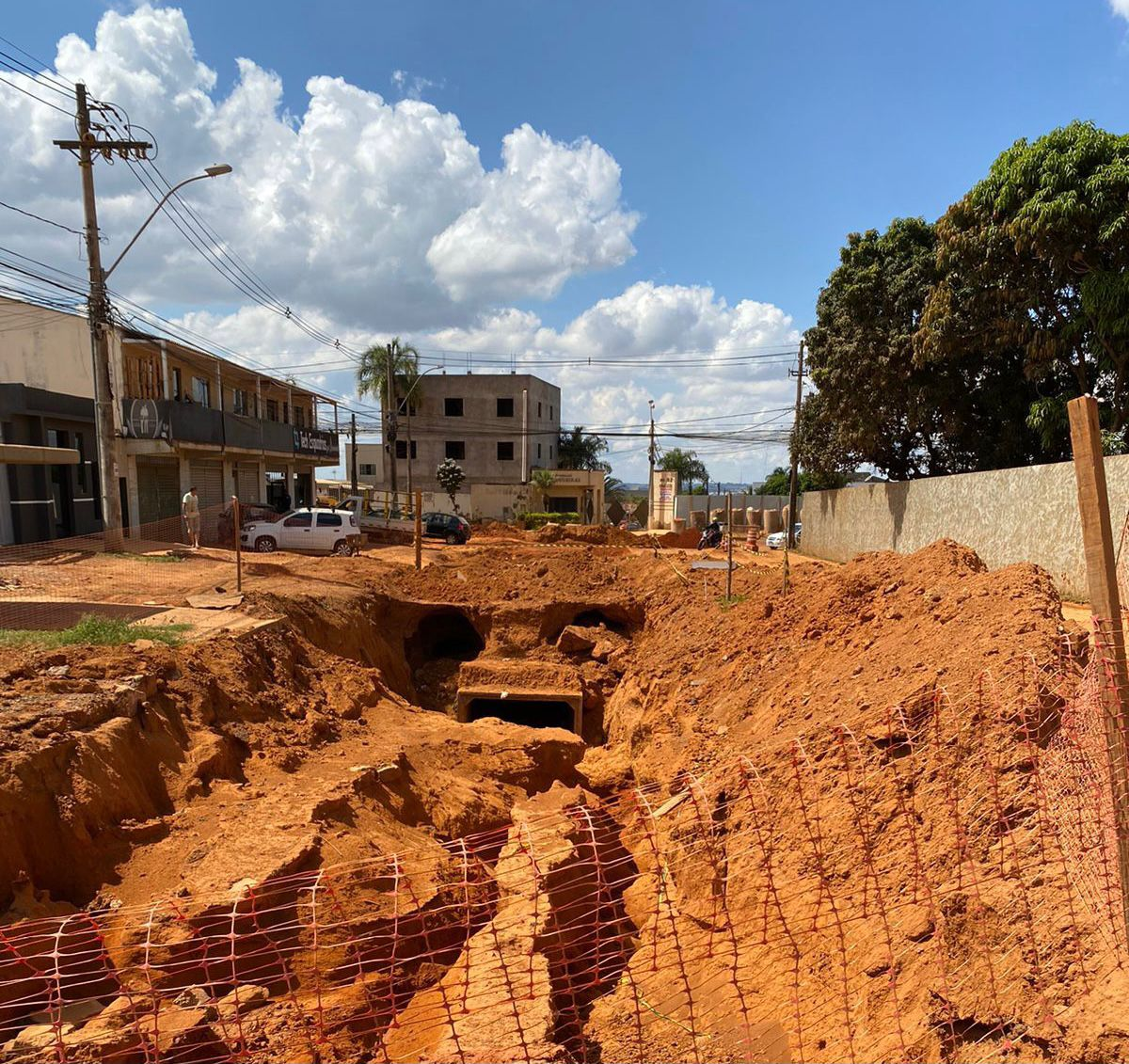
Obras de infraestrutura.

## Infraestrutura
O Setor Habitacional Vicente Pires é atendido por rede de energia elétrica, iluminação pública e pavimentação asfáltica em alguns pontos e os projetos de abastecimento hidrossanitário estão em fase de implantação.
A região apresenta problemas recorrentes a respeito da manutenção de vias, sensíveis à inundação e deterioração nos períodos com índice pluviométrico.

### Saúde
De acordo com os dados coletados pela PDAD 2021, 14,9% dos moradores da região administrativa possuem plano de saúde privado e 64,6% dos moradores informaram ter utilizado posto de saúde ou unidade básica de saúde na última ocasião de necessidade, sendo a vacinação, o principal motivo para o atendimento. A localidade predominante dos atendimentos em unidades públicas de saúde foi em Taguatinga.

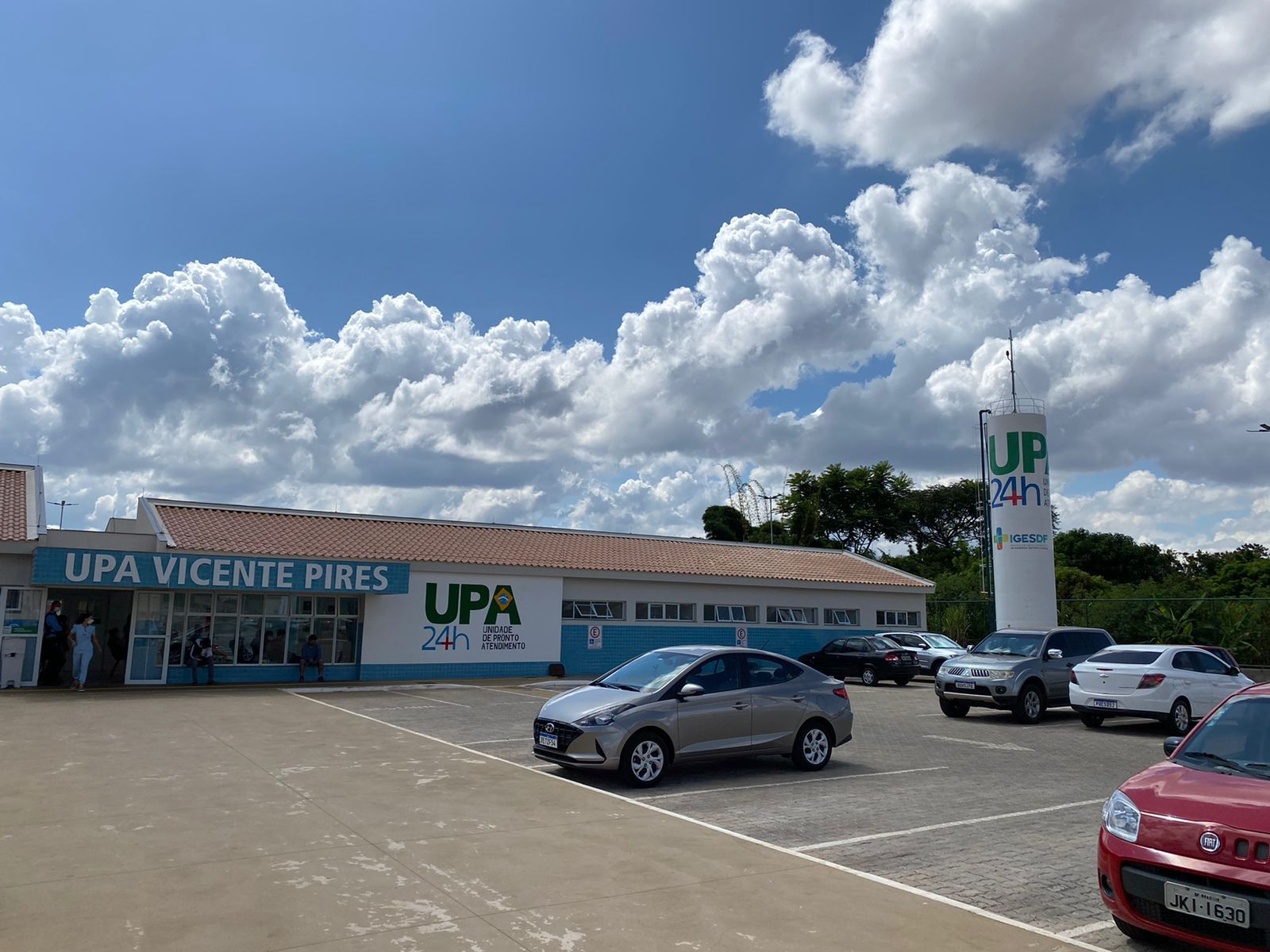
UPA - Unidades de Pronto Atendimento.

A Região Administrativa de Vicente Pires não possuía nenhum estabelecimento público de saúde de emergência até janeiro de 2022. Após 32 anos de existência, a Unidade de Pronto Atendimento (UPA) da região foi construída e locada na rua 10, onde possui um alto movimento tanto comercial como residencial nas proximidades. Com o intuito de fornecer serviço emergencial de qualidade para a grande população de Vicente Pires e aliviar a demanda das unidades de saúde das regiões do entorno como Taguatinga, a UPA inaugurada tem como objetivo fornecer atendimento de qualidade para a população e favorecer principalmente quem utiliza do Sistema Único de Saúde (SUS). 
Tendo como principal função o atendimento de emergências de clínicas médicas, prestação de socorro, urgência e prescrição de exames e medicamentos, a população poderá contar com o funcionamento da UPA por 24 horas e apoio tanto de médicos e enfermeiros, como técnicos. 

### Educação
Em relação à escolaridade, segundo a PDAD 2021, 97,4% dos moradores com seis anos ou mais de idade declararam saber ler e escrever, sendo que pouco mais de 50% das pessoas entre 4 e 24 anos frequentam escolas públicas. Entre os alunos que frequentam alguma unidade de ensino, a maior parte estuda na região administrativa de Taguatinga.

### Segurança pública e criminalidade

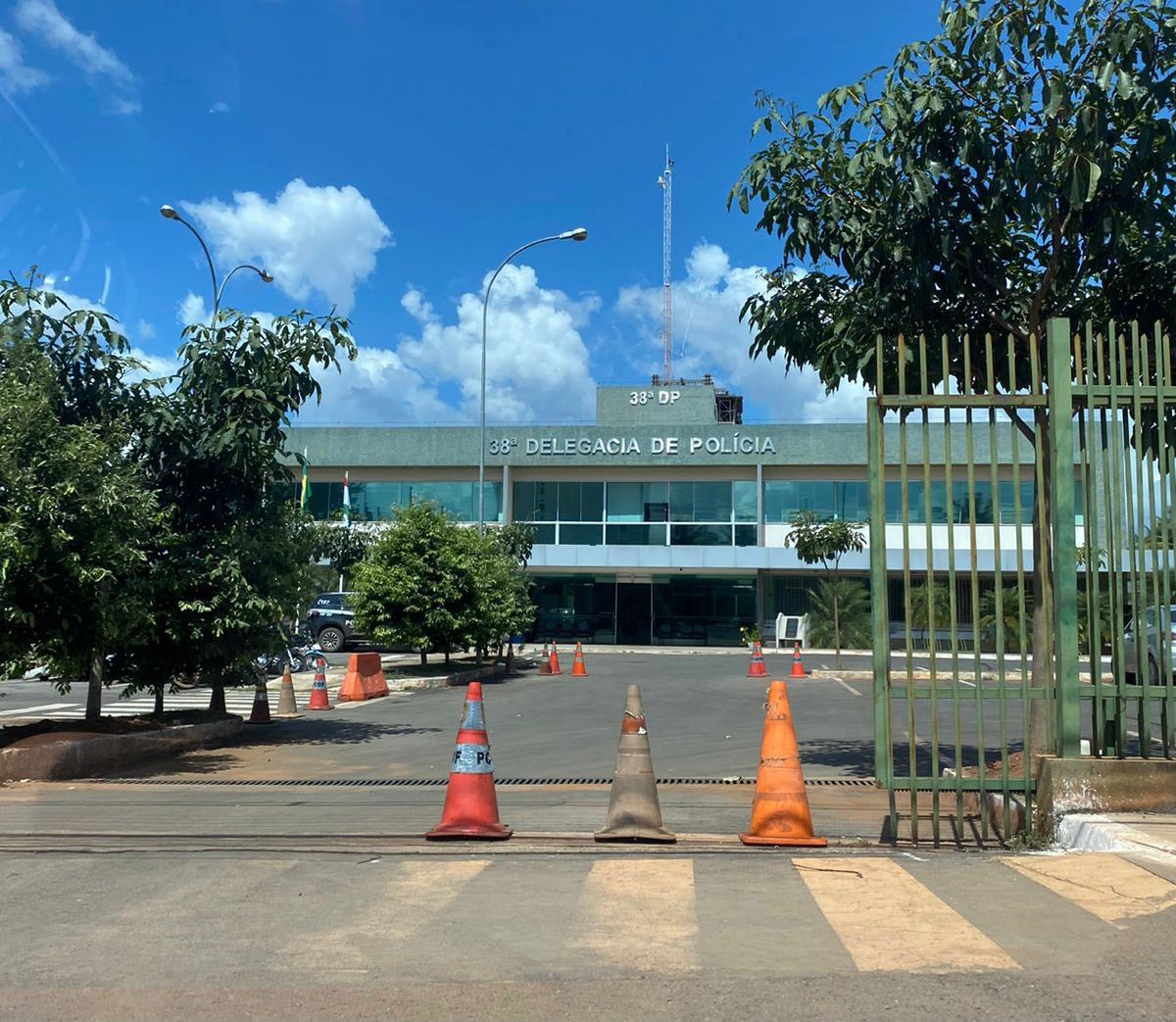
38ª Delegacia de Polícia de Vicente Pires.

Em relação às questões de segurança, segundo a PDAD 2021, 23,4% afirmaram haver policiamento militar regular e em 8,3% das residências havia equipamentos ou dispositivos de segurança particular e em 18,9% esses serviços são compartilhados com outros domicílios, a incluir portarias e sistemas de segurança em condomínios fechados e serviços de ronda.

### Habitação, serviços e comunicações
A PDAD 2021 aponta que a rua de acesso principal ao domicílio é asfaltada em apenas 1,8% das unidades, enquanto apenas 0,9% afirmaram ter calçada. Além disso, apenas 3,2% responderam que havia drenagem de água da chuva, o que evidencia dois dos principais problemas no que se diz em relação à infraestrutura urbana nessa região administrativa – condições precárias das vias de trânsito e alagamento de ruas.
Outros dados apresentados pela PDAD 2021 evidenciam ainda a deficiência de iluminação pública e de arborização em algumas áreas, assim como a ausência de parques, praças e equipamentos públicos e destinados à cultura. O site oficial da administração da região administrativa disponibiliza serviços apenas referentes à concessão de quadras esportivas e espaços para eventos.
Quanto aos serviços de comunicação, segundo a PDAD 2021, 85% dos moradores possui pelo menos um celular para uso pessoal e 86,8% possuem acesso à internet, dos quais 94,5% a acessam todos os dias. Entre os principais motivos de acesso à internet estão: comunicação; multimídia, lazer e cultura; criação e compartilhamento de conteúdo; e informações e notícias. Uma porcentagem menor, mas ainda relevante utiliza a internet para transações financeiras ou comerciais, trabalho e para fins educativos.

### Transportes
As principais rodovias que dão acesso à região administrativa são a Estrada Parque Ceilândia - EPCL (DF-095), a Estrada Parque Taguatinga - EPTG (DF-085) e a Estrada Parque Vicente Pires - EPVP (DF-079). A empresa Expresso São José é responsável pelas linhas de transporte público.
A inserção tardia do Setor Habitacional Vicente Pires no tecido urbano resultou em uma deficiência quanto à continuidade do traçado viário, para isso são propostas intervenções viárias no território para atuar tanto na melhoria de vias existentes quanto na implementação de novas vias.
Do ponto de vista da organização viária, o Documento Técnico do PDOT de 2009 propõe um sistema de vias principais que estruturam os eixos de transporte coletivo local e articula os eixos ortogonais, uma vez que próximo a essas vias se concentram a maior parcela das atividades comerciais e equipamentos públicos e, as vias secundárias estão distribuem o fluxo para os condomínios residenciais.
Renda Percapita
Segundo a a última Pesquisa da Distrital  por Amostra de Domicílios, disponível no link: https://www.codeplan.df.gov.br/wp-content/uploads/2022/05/Vicente_Pires.pdf:
●   13,5% dos moradores têm renda familiar de ganha 1 salário mínimo.
●   33,29% têm renda familiar entre 1 e 2 salários mínimos.
●   29,2% têm renda familiar de mais de 2 e até 5 salários mínimos
- Lista de regiões administrativas do Distrito Federal